# Cinygmula
Cinygmula is een geslacht van haften (Ephemeroptera) uit de familie Heptageniidae.

## Soorten
Het geslacht Cinygmula omvat de volgende soorten:
- Cinygmula adusta
- Cinygmula brunnea
- Cinygmula cava
- Cinygmula dorsalis
- Cinygmula gartrelli
- Cinygmula hirasana
- Cinygmula hutchinsoni
- Cinygmula inermis
- Cinygmula irina
- Cinygmula joosti
- Cinygmula kootenai
- Cinygmula kurenzovi
- Cinygmula levanidovi
- Cinygmula malaisei
- Cinygmula mimus
- Cinygmula minuta
- Cinygmula oreophila
- Cinygmula par
- Cinygmula picta
- Cinygmula putoranica
- Cinygmula quadripunctata
- Cinygmula ramaleyi
- Cinygmula reticulata
- Cinygmula rougemonti
- Cinygmula sapporensis
- Cinygmula subaequalis
- Cinygmula tarda
- Cinygmula tioga
- Cinygmula unicolorata
- Cinygmula uniformis
- Cinygmula vernalis
- Cinygmula zimmermanni